# Splitska
Splitska falu Horvátországban, Split-Dalmácia megyében. Közigazgatásilag Supetarhoz tartozik.

## Fekvése
Splittől 20 km-re délkeletre, községközpontjától 5 km-re keletre, Brač-sziget északi oldalán, a Supetarról Postirára vezető út mentén egy szűk, csendes öbölben fekszik.

## Története
A településnek már az ókorban működött  kikötője, melyen keresztül az itt bányászott követ a spliti Diocletianus-palota építéséhez szállították. A kőbánya a település közvetlen közelében található és ma is látható itt egy sziklába faragott Herkules-dombormű, a palota egyik kőfaragójának alkotása. Splitska alapítása a 13. században történt. 1228-ban felépült a Stomornai Szűzanya tiszteletére szentelt temploma is. A települést azonban nem sokkal később elpusztították az omiši neretvánok.
Splitska csak a 16. században kezdett újra kialakulni. Ennek az volt az oka, hogy a tengerparthoz közeli települések gyakran voltak kitéve a kalózok támadásainak. G. Giustinian velencei hivatalnok írja 1553-ban, hogy a Brač-sziget települései a sziget belsejében vannak, de már hét öbölben lakóházak is találhatók. Splitska nevét 1577-ben említik először, amikor Mihovil Cerinić škripi nemes a közelgő török veszély hatására várat épített a településen. A 16. században Francesco Morosini velencei admirális (később dózse) keleti útjáról visszatérőben néhány napra betért a szép kis településre és itt vételezett fát, húst, bort és sajtot a legénység számára. 1722 augusztusában az akkori velencei kormányzó Sebastiano Mocenigo több mint negyven napot tartózkodott a településen, sátrát a közeli mezőn üttette fel és nyilvános fogadást tartott. Itt értesült róla, hogy dózsévá választották, melyet különféle ünnepségekkel és egy közeli erdő felgyújtásával ünnepelt meg. Splitska abban az időben már nemcsak szép hely volt, hanem a sziget ezen részének egyik jelentős kikötője.
A velencei uralomnak 1797-ben vége szakadt és osztrák csapatok vonultak be Dalmáciába. 1806-ban a sziget az osztrákokat legyőző franciák uralma alá került, de Napóleon lipcsei veresége után újra az osztrákoké lett. 1918-ban az új szerb-horvát-szlovén állam, majd később Jugoszlávia része lett. A háború után a szocialista Jugoszláviához tartozott. A település 1991 óta a független Horvátország része. 2011-ben a településnek 368 lakosa volt, akik főként mezőgazdaságból, olívatermesztésből, szőlészetből éltek, de gyors ütemben fejlődött a turizmus is.

## Népesség
| Lakosság változása | Lakosság változása | Lakosság változása | Lakosság változása | Lakosság változása | Lakosság változása | Lakosság változása | Lakosság változása | Lakosság változása | Lakosság változása | Lakosság változása | Lakosság változása | Lakosság változása | Lakosság változása | Lakosság változása | Lakosság változása |
| ------------------ | ------------------ | ------------------ | ------------------ | ------------------ | ------------------ | ------------------ | ------------------ | ------------------ | ------------------ | ------------------ | ------------------ | ------------------ | ------------------ | ------------------ | ------------------ |
| 1857               | 1869               | 1880               | 1890               | 1900               | 1910               | 1921               | 1931               | 1948               | 1953               | 1961               | 1971               | 1981               | 1991               | 2001               | 2011               |
| 213                | 270                | 299                | 322                | 356                | 340                | 0                  | 273                | 279                | 272                | 275                | 251                | 224                | 252                | 381                | 368                |

## Nevezetességei
- A Boldogasszony mennybemenetele plébániatemplom[4] a Splitska-öböl keleti oldalán található. Az egyhajós kőépületet sekély oldalkápolnákkal és hátul harangtoronnyal 1928-ban építették neoklasszicista formában egy régebbi épület helyén. A mai templom szabályos kősorokból épült, magas boltíves ablakokkal. A főhomlokzatot a sarokpilaszterek között kiemelkedő profilozott oromzat uralja. Az oromzat közepén ovális stukkódísz látható az M (Maria) monogrammal. A homlokzat középső tengelyében egy egyszerű portál található, dupla áthidalóval, profilozott párkánnyal és félköríves ablakkal.
- A Stomornai Szűzanya tiszteletére szentelt templomát a korábbi, 1228-ban épített templom alapfalaira építették a 16. században. Szűz Máriát a szentek társaságában ábrázoló reneszánsz oltárképét Leonardo Bassano velencei mester festette 1577-ben.
- A Cerinić (Cerineo) család várkastélyát[5] 1577-ben építtette Mihajlo Cerinić škripi nemes a török elleni védelem céljából.
- A Škrip felé vezető út mentén találhatók a Szent Jadre tiszteletére szentelt 6. századi ókeresztény templom romjai.[6] A templomnak mára csak az apszisa maradt meg.
- A közelében fekszik a nevezetes Rasohe kőfejtő. Az itt bányászott fehér kőből épült fel Dalmácia egykori palotáinak, templomainak sora, de az itt bányászott kőből épült sok velencei palota is. Ma is látható itt egy sziklába faragott Herkules-dombormű, a Diocletianus-palota egyik kőfaragójának, vagy az egyik itt dolgozó rabnak az alkotása.
- A splitskai kikötőben találták azt a két juhot és keresztet ábrázoló dombormű töredéket, melyet ma a škripi Brač múzeumban őriznek.

## Fordítás
Ez a szócikk részben vagy egészben  a   Splitska című horvát Wikipédia-szócikk ezen változatának fordításán alapul.  Az eredeti cikk szerkesztőit annak laptörténete sorolja fel. Ez a jelzés csupán a megfogalmazás eredetét és a szerzői jogokat jelzi, nem szolgál a cikkben szereplő információk forrásmegjelöléseként.